# Trimbach (Zwitserland)
Trimbach is een gemeente en plaats in het Zwitserse kanton Solothurn en maakt deel uit van het district Gösgen.

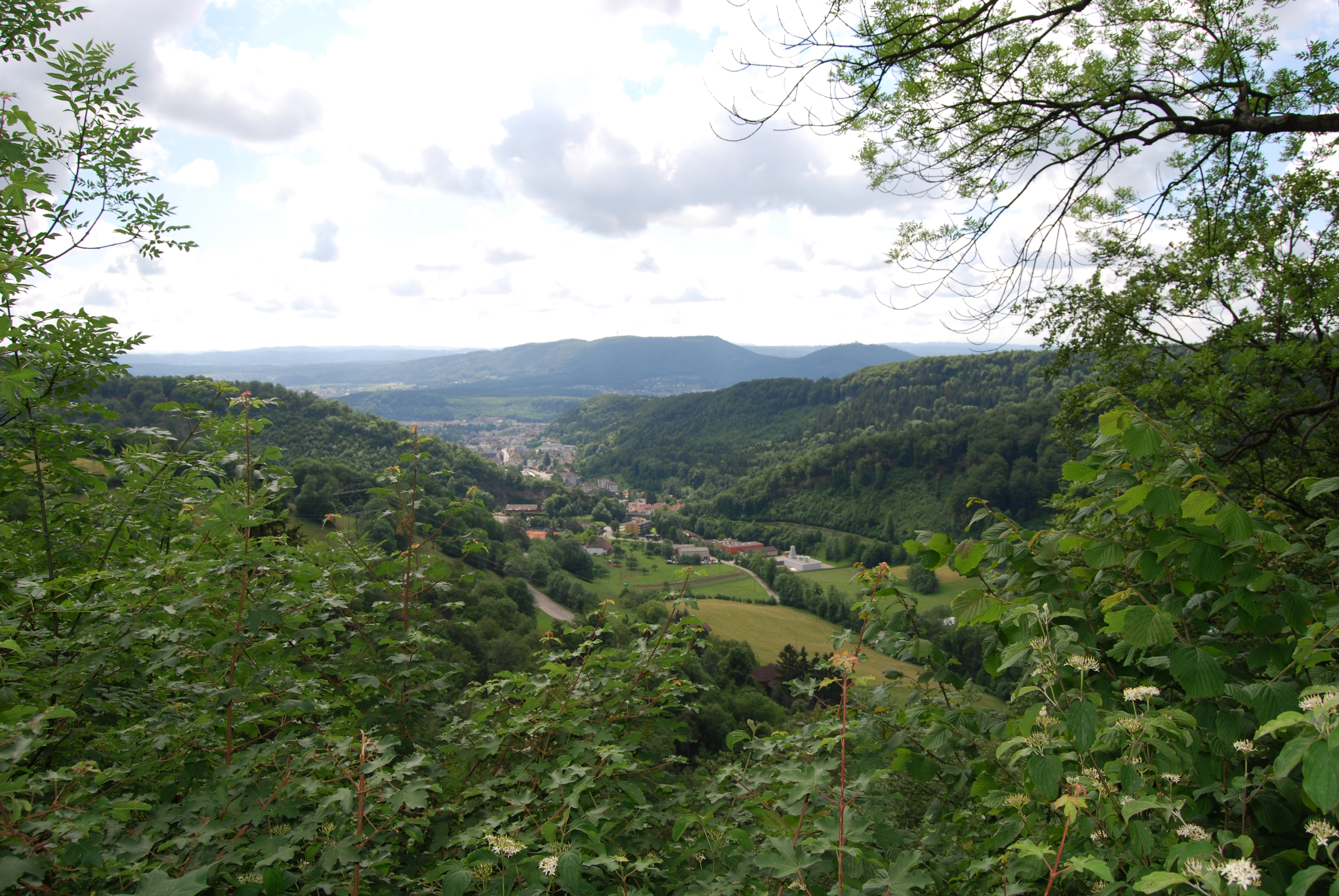
Trimbach

Trimbach telt 6176 inwoners.